# Ostblockschlampen

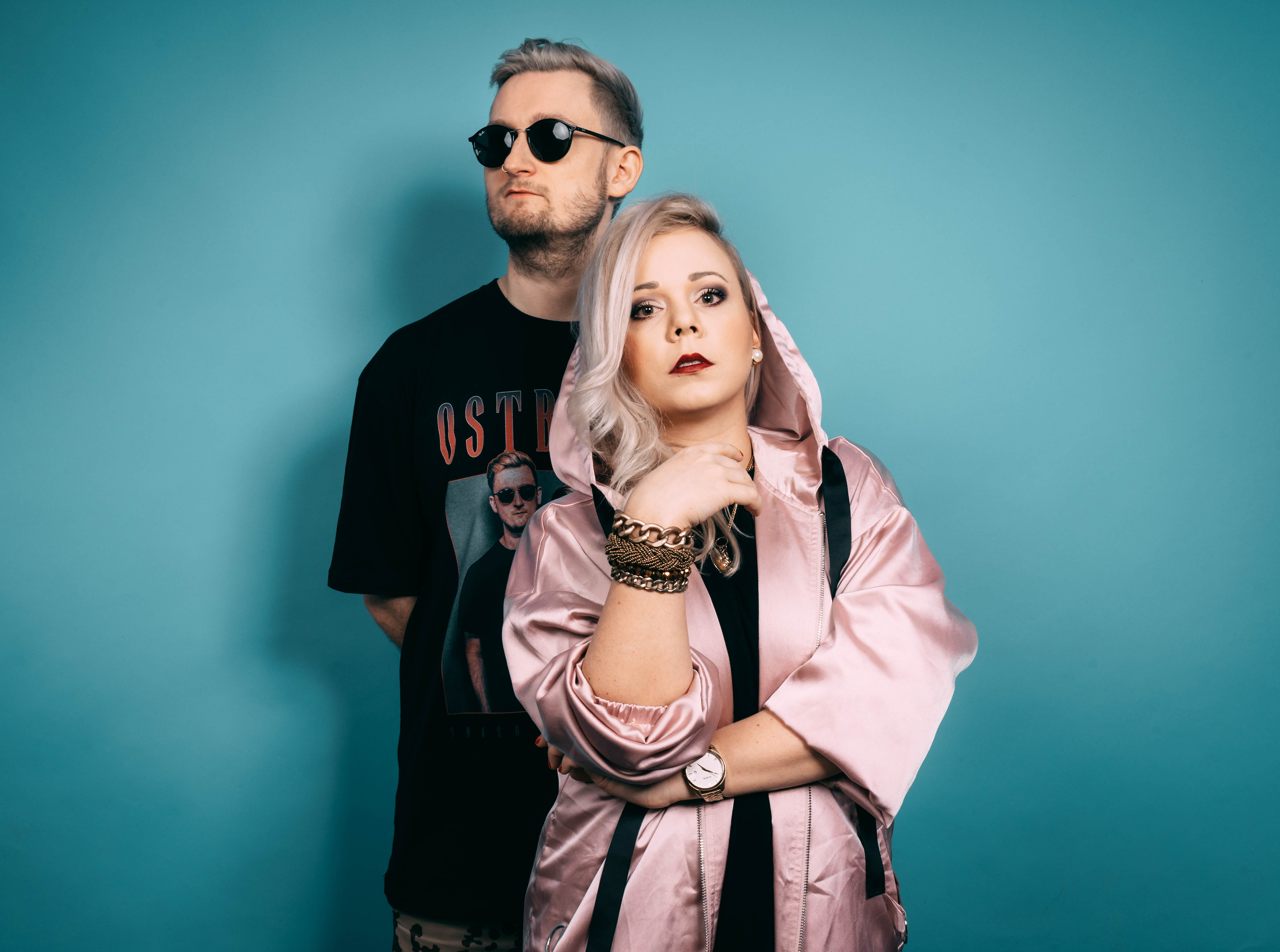
Ostblockschlampen live beim Pressefoto 2019

Ostblockschlampen, auch bekannt als OBS, sind ein deutsches DJ- und Produzenten-Duo bestehend aus Sophie Schäfer und Markus Lange, das seit 2009 besteht und aktiv ist. Ihre Musik ist eine Mischung aus Bass House, EDM, Trap und Moombahton. Der Name bezieht sich auf den ehemaligen Ostblock.

## Geschichte

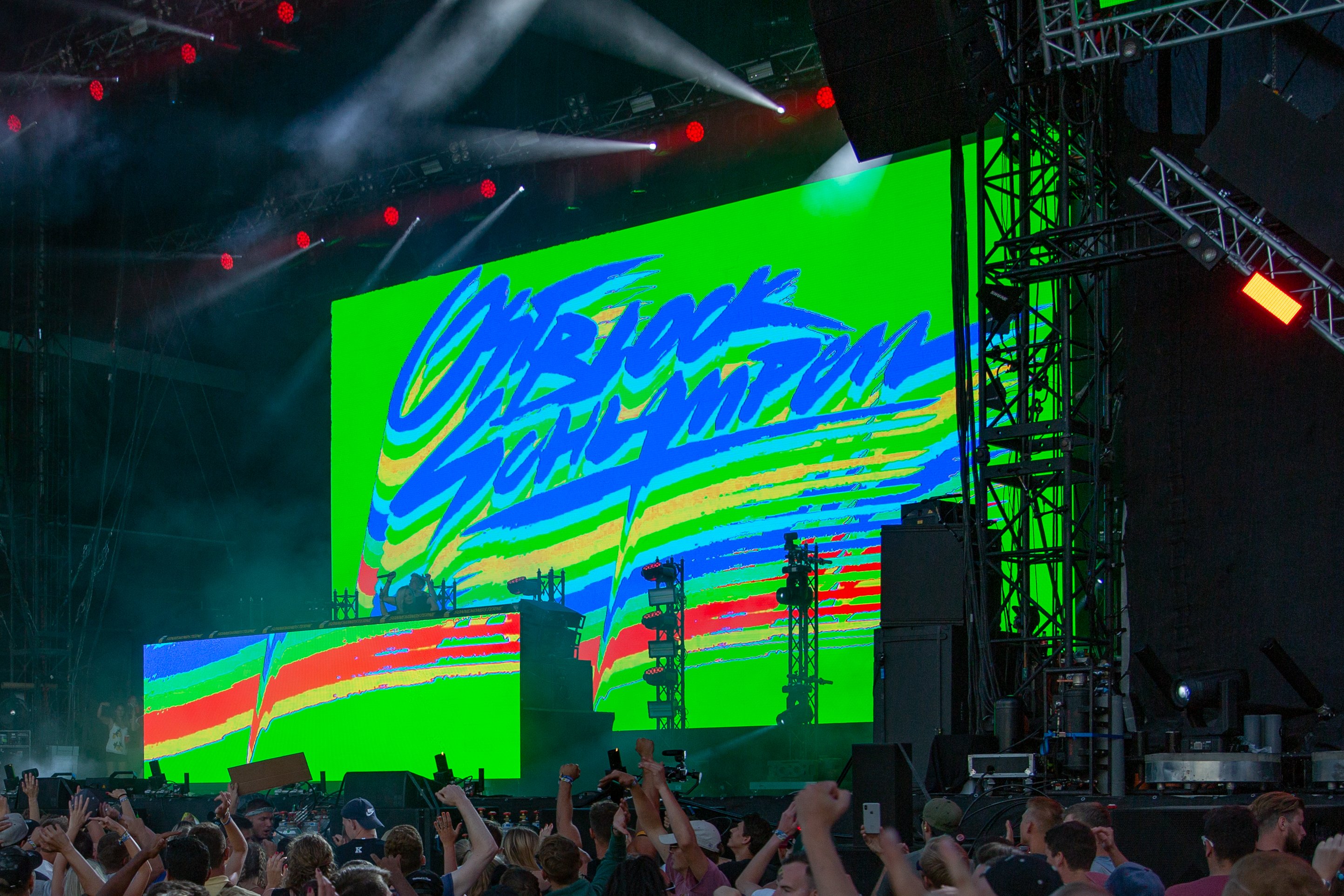
Auftritt der Ostblockschlampen auf dem SonneMondSterne-Festival 2018.

Lange ist seit 2003 als Produzent tätig und veröffentlichte auf Labels wie Great Stuff Records Edition Craft Music. Schäfer ist seit 2007 ebenfalls als DJ und Produzentin tätig und veröffentlichte z. B. auf dem Londoner Label Simma Records. 2009 gründeten sie das Projekt Ostblockschlampen. 2010 erschien die erste EP Rude Nudes, 2011 die Single Bitches from Ostblock digital und physisch auf dem New Yorker Label Coco Machete. Seitdem tourten Lange und Schäfer durch Europa und spielten auf verschiedenen Festivals wie Laundry Day (Belgien), SonneMondSterne, zur Sonar Off Party in Barcelona, Larry Tees Block Party in London und dem Touch the Air Festival (Schweiz).
2011 und 2012 veröffentlichten sie weitere Singles und EPs auf Labels wie Oh My God Its Techno Music, Top Billin, Crux, Coco Machete, Dim Mak und Police Records. Sie produzierten Remixe für Steve Aokis Label Dim Mak Records oder das australische Majorlabel Vicious Recordings und remixten z. B. Gtronic, Will Bailey, Tommie Sunshine und Kid Sister. 2013 erschienen offiziell die ersten beiden Teile ihres Albums mit einem Feature des brasilianischen Baile-Funk-Künstlers Edu K. Des Weiteren schrieben sie die offizielle Hymne für das Sputnik-Springbreak-Festival.
2015 steuerte das Duo einen Remix für Praise Abort bei, eine Single-Auskopplung des Lindemann-Debüt-Albums Skills in Pills. Sie schlossen sich der wachsenden EDM-Szene an und veröffentlichten mit der Single East Clintwood erstmals auf dem niederländischen Spinnin’-Records-Sublabel Oxygen. Ebenfalls 2016 erschienen mehrere Produktionen auf kleineren Labeln.
2017 erschien das Lied The Dab Is Dead. Dieses basiert auf dem klassischen Thema des Liedes Bitter Sweet Symphony und der Behauptung, dass der Trend des sogenannten Dab-Moves vorbei ist. 2018 veröffentlichten sie die Single Get Money in Kollaboration mit dem deutschen Musik-Produzenten Niels van Gogh.
2019 erschien ihre Single All in auf Sony Music / Nitro Music. Dies war die erste Zusammenarbeit mit dem Major Label. Des Weiteren erschien eine Single auf Spinnin’ Records mit dem Titel Celtic Anthem. Außerdem remixten sie in diesem Jahr offiziell die Single von Dimitri Vegas & Like Mike feat. Wiz Khalifa When I Grow Up und die ebenfalls erfolgreiche Single Freitag, Samstag... von Finch Asozial feat. Harris and Ford. Ebenfalls erschien in diesem Jahr ihre Single Apache Anthem auf dem Label „Smash the House“ von Dimitri Vegas & Like Mike. Die Single benutzt das bekannte „Apache Thema“ von der britischen Band The Shadows. Darüber hinaus spielten sie 2019 erstmals beim Tomorrowland Festival. Dabei handelte es sich um einen gemeinsamen Auftritt mit Firebeatz auf einer von Nervo gehosteten Bühne.
2020 kam die Single Virus auf Sony Music / Nitro Music raus. Es ist ihre erste Single, die zusammen auf Spotify und Youtube über 12.000.000 Streams erreichte. Die Single erreichte zudem im Frühjahr des Jahres die Top 30 der polnischen Airplay-Charts. Danach erschien ebenfalls auf Sony Music / Nitro Music ihre Single Sleepwalker. Im Sommer erschien ihr Song Sunglasses at Night, welches ein Cover von Corey Harts Sunglasses at Night ist. Der Song erschien auf dem Label Hexagon von Don Diablo. Eine weitere Single erschien auf Spinnin’ Records, mit dem Namen U & I feat. Mingue. Am 18. Dezember erschien ihre letzte Single im Jahr 2020 mit dem Namen Hope. Seit 2020 betreiben die Ostblockschlampen einen eigenen Twitch-Kanal.

## Diskografie (Auswahl)

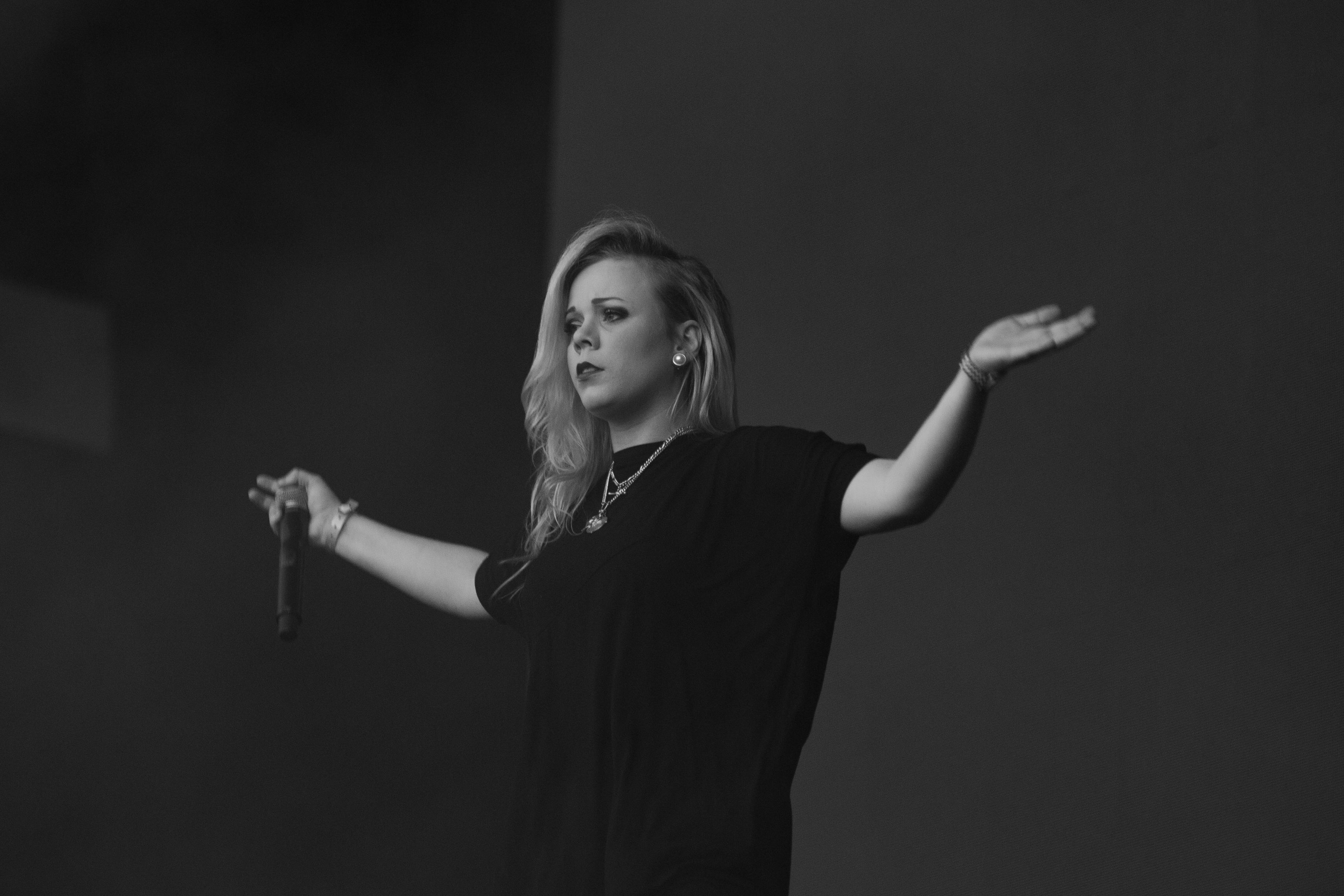
Sophie Schäfer, SonneMondSterne 2018

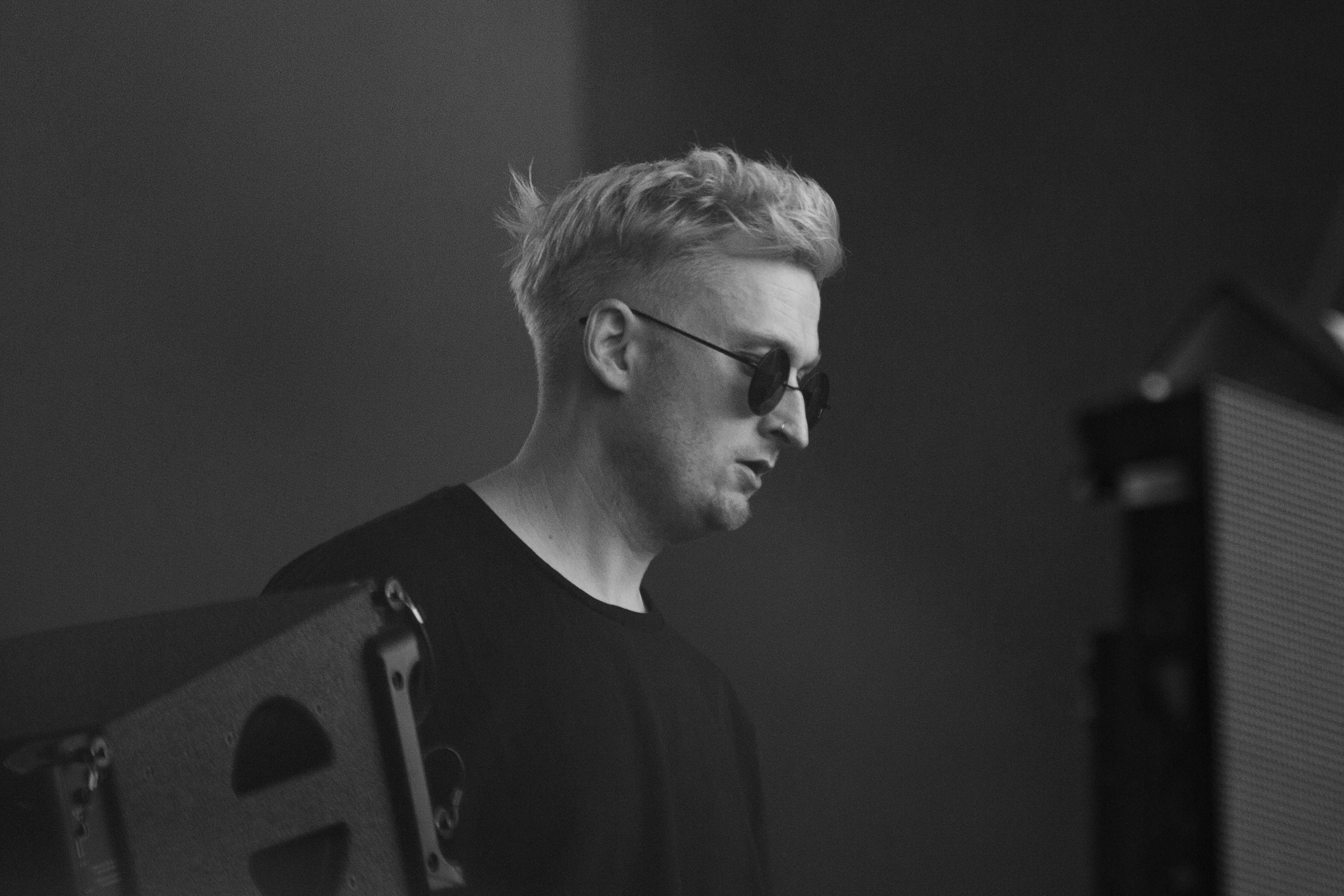
Markus Lange, SonneMondSterne 2018

### Alben
- 2013: Signs – Album Teil 1
- 2013: Zambia / Malimba – Album Teil 2

### EPs
- 2012: Cubic Circle EP
- 2012: Dog Safari EP

### CD Compilations
- 2011: This is Coco Machete – Bitches from Ostblock
- 2012: Pressure – The official Electronic Music Festival Mix-CD
- 2012: SOS – Bitches from Ostblock

### Singles
- 2011: Rude Nudes
- 2011: Bitches from Ostblock
- 2012: Bombs Like Us
- 2012: Nations (mit Sharkslayer)
- 2012: Pop This Shit (mit Stereofunk)
- 2013: Signs
- 2013: Zambia
- 2013: La Boom
- 2014: Braz
- 2014: Tijuana
- 2014: Panic
- 2014: Fairyland (mit Dirty Dasmo feat. Noubya)
- 2014: Show Your Hands Up (mit Luca Pink)
- 2015: Rimshot
- 2015: Planet of the Apes
- 2016: East Clintwood
- 2016: Winnetou
- 2016: ECHO
- 2017: The Dab Is Dead
- 2018: Get Money (mit Niels van Gogh)
- 2019: All In
- 2019: Celtic Anthem
- 2020: Virus
- 2020: Sleepwalker
- 2020: U & I (feat. Mingue)
- 2020: Sunglasses at Night
- 2020: Hope
- 2021: Silver Surfer
- 2021: Tomorrowland
- 2021: My Mind